# Викриття
«Викриття» (англ. Disclosure) — американський трилер 1994 року, знятий режисером Баррі Левінсоном, на основі однойменного роману Майкла Крайтона. Головні ролі виконали Майкл Дуглас та Демі Мур.

## Сюжет
Боб Гервін, засновник технологічної компанії Digicom, планує піти у відставку, коли його компанія об'єднається з більшою компанією. Керуючий виробництвом, Том Сандерс, який віддав Digicom 10 років, розраховує під час злиття отримати підвищення до віцепрезидента, проте намічену ним посаду несподівано отримує Мередіт Джонсон, давня подруга Тома. Мередіт викликає Тома до свого офісу, щоб обговорити ділові питання, фліртує з ним і намагається примусити його до сексу. Том, одружений чоловік із двома дітьми, спочатку проявляє нерішучість і піддається на флірт, але потім дає їй відсіч і йде. Мередіт, розлютившись, погрожує йому неприємностями.
Наступного дня Мередіт підставляє Тома на робочій нараді, і Том розуміє, що вона хоче вижити його з компанії. Але справжній удар від неї приходить, коли юрист компанії Digicom, Філіп Блекберн, повідомляє Сандерсу, що Мередіт готова звинуватити його в сексуальних домаганнях, і щоб залагодити це мирно, йому пропонується прийняти призначення у філію компанії, інакше на нього чекає позов, і він втратить свої опціони на акції нової компанії. Однак Том розуміє, що в цьому разі його кар'єра в компанії буде зруйнована, оскільки філію в Остіні, де Сандерсу запропонували посаду, за чутками планують продати після злиття.
Тут Том отримує анонімний електронний лист від «Друга», який направляє його до адвоката Кетрін Альварес, що спеціалізується на справах про сексуальні домагання. Том вирішує зробити несподіваний крок і звертається до Альварес з метою пред'явити самій Мередіт звинувачення в сексуальних домаганнях. Боб Гервін і Філіп Блекберн дуже стурбовані можливістю великого скандалу напередодні злиття компаній, вони вимагають від Сандерса забрати позов, тоді все буде залагоджено мирно, і Сандерс залишиться на своїй посаді, але Том не погоджується. Він підозрює змову проти нього. Його побоювання підтверджуються, коли Гервін починає переманювати підлеглих Тома на бік Мередіт.
Перше попереднє слухання у судді проходить не надто вдало для Сандерса, але йому допомагає випадковість: він згадує, що під час зустрічі з Мередіт неправильно набрав номер, але не повісив слухавку. Завдяки цій випадковості зберігся запис усього інциденту на автовідповідачі одного з друзів Сандерса. Том забирає в нього касету і програє запис на наступному слуханні у справі, викриваючи Мередіт. Боб Гервін і Філіп Блекберн змушені визнати його правоту і пропонують йому угоду: Том відкликає позов і відмовляється від опублікування аудіозапису інциденту, а в обмін на це він збереже своє місце в компанії, а Мередіт незабаром піде у відставку під слушним приводом.
Том погоджується, але коли він уже святкує перемогу, він отримує ще один електронний лист від «Друга», який попереджає, що все не так просто, як здається. Стурбований Том починає шукати підступ і ввечері підслуховує біля дверей тренажерного залу розмову Джонсон і Блекберна про те, що наступного дня на великій презентації перед акціонерами, присвяченій злиттю компаній, його збираються виставити некомпетентним фахівцем і звільнити за професійну помилку. Приводом має послужити порушення на виробництві приводів CD-ROM у Малайзії, за яке відповідає Том, і внаслідок якого нове покоління приводів, що випускаються Digicom, не може досягти отриманої на дослідних зразках швидкості роботи. Том з'ясовує, що це Мередіт влаштувала саботаж на виробництві в Малайзії, з'явившись там на завод і розпорядившись внести шкідливі зміни в технологію виробництва нібито з метою економії.
Том намагається роздобути докази з комп'ютерної мережі компанії, але його позбавляють прав доступу до неї. Тоді Том згадує, що керівникам компанії, що об'єднується, було надано для тестування експериментальний пристрій віртуальної реальності, який теж має доступ до мережі компанії. Сандерс таємно пробирається в готель у номер Боба Гервіна, де розташований пристрій, надягає окуляри віртуальної реальності та входить в архів Digicom. Майже одразу він бачить, що Мередіт, випередивши його, поспішно видаляє файли, Том не встигає їх скопіювати. Він ледь встигає сховатися перед поверненням Гервіна і нових партнерів його компанії в номер. Але потім Сандерс згадує, що копії важливих записів часто також зберігають для надійності на касетах. Звернувшись до свого малайзійського друга, Том переконується, що в Куала-Лумпурі справді збереглися записи розпоряджень Мередіт щодо технологічних процесів. Отримавши докази, Том збирається представити їх на презентації акціонерам наступного дня.
Під час презентації Мередіт вказує Тому на виробничі проблеми, які він не може розв'язати, у відповідь він представляє документи і демонструє відеозапис, що викриває її участь у виникненні виробничого браку на заводі в Малайзії. Мередіт вдається до останньої відчайдушної спроби, заявляючи, що Тома не було поінформовано про її візит до Малайзії, оскільки він недостатньо компетентний у фінансових і юридичних питаннях, і його участь в обговоренні могла б зашкодити злиттю компаній, проте її зусилля виявляються марними. За підсумками презентації Гервін змушений звільнити Мередіт, а віцепрезидентом призначається Стефані Каплан, з ким у Сандерса завжди були дружні стосунки. Перед звільненням Мередіт каже Тому, що вся ця ідея — підставити його, щоб потім позбутися його перед злиттям компаній — належала Гервіну. На зборах з нагоди свого призначення Каплан високо відгукується про заслуги Тома й оголошує, що робить його своєю правою рукою. Розговорившись із сином Стефані, Спенсером, Том розуміє, що Спенсер і є відправником тих самих повідомлень від «Друга», які так допомогли йому в ситуації, що склалася, а автором цих повідомлень, очевидно, була його мати, Стефані.

## У ролях
- Майкл Дуглас — Том Сандерс
- Демі Мур — Мередіт Джонсон
- Дональд Сазерленд — Боб Гарвін
- Керолайн Гудолл  — Сьюзен Сандерс
- Денніс Міллер — Марк Левін
- Фарра Форк — Адель Левін
- Рома Мафія — Кетрін Альварес
- Ділан Бейкер — Філіп Блекберн
- Розмарі Форсайт — Стефані Каплан
- Сьюзі Плаксон — Мері Енн Гантер
- Жаклін Кім — Сінді Чанг
- Ніколас Седлер — Дон Черрі
- Джо Урла — епізод
- Майкл Чіффо — Стівен Чейз
- Джозеф Аттаназіо — епізод
- Ферін Ейнгорн — Еліза Сандерс
- Тревор Ейнгорн — Метт Сандерс
- Ален Річ — Бен Геллер
- Кейт Вільямсон — Барбара Мерфі, суддя
- Майкл Ласкін — Артур Кан
- Донел Лог — Ченс Гір
- Джек Ширер — Фред Прайс
- Пет Асанті — Джон Левін
- Едвард Павер — Джон Конлі-старший
- Девід Дрю Галлахер — Спенсер Каплан
- Вейн Дювалл — епізод
- Ральф Табакін — епізод
- Лінн Тафелд — епізод
- Аннеліза Скотт — секретар
- Бернард Гок — епізод
- Ненсі Йї — епізод
- Мелані Гендерсон — епізод
- Енн Фленеган — секретар

## Знімальна група
- Режисер — Баррі Левінсон
- Сценарист — Пол Аттаназіо
- Оператор — Тоні Пірс-Робертс
- Композитор — Енніо Морріконе
- Художник — Ніл Спайсек
- Продюсери — Патріція Черчілль, Майкл Крайтон, Пітер Джуліано, Баррі Левінсон, Джеймс Флемберг

## Критика
Незважаючи на неоднозначні відгуки критиків фільм «Викриття» зібрав 83 млн $ в США і 131 млн $ на міжнародному ринку при бюджеті 55 млн $, що стало великим успіхом. На Rotten Tomatoes його оцінки 59 % на основі 63 відгуків від критиків і 41 % від більш ніж 25 000 глядачів.

## Нагороди
Демі Мур за роль Мередіт Джонсон отримала дві номінації на кінопремії MTV Movie & TV Awards як «найбажаніша жінка» та як «найкраща лиходійка».